# La Ciénega, Querétaro Arteaga
La Ciénega är en ort i Mexiko.   Den ligger i kommunen Pinal de Amoles och delstaten Querétaro Arteaga, i den centrala delen av landet, 190 km norr om huvudstaden Mexico City. La Ciénega ligger 1 725 meter över havet och antalet invånare är 213.
Terrängen runt La Ciénega är kuperad norrut, men söderut är den bergig. Runt La Ciénega är det ganska glesbefolkat, med 36 invånare per kvadratkilometer. Närmaste större samhälle är Jalpan, 13,3 km norr om La Ciénega. I omgivningarna runt La Ciénega växer huvudsakligen savannskog.